# Franco Gozzi

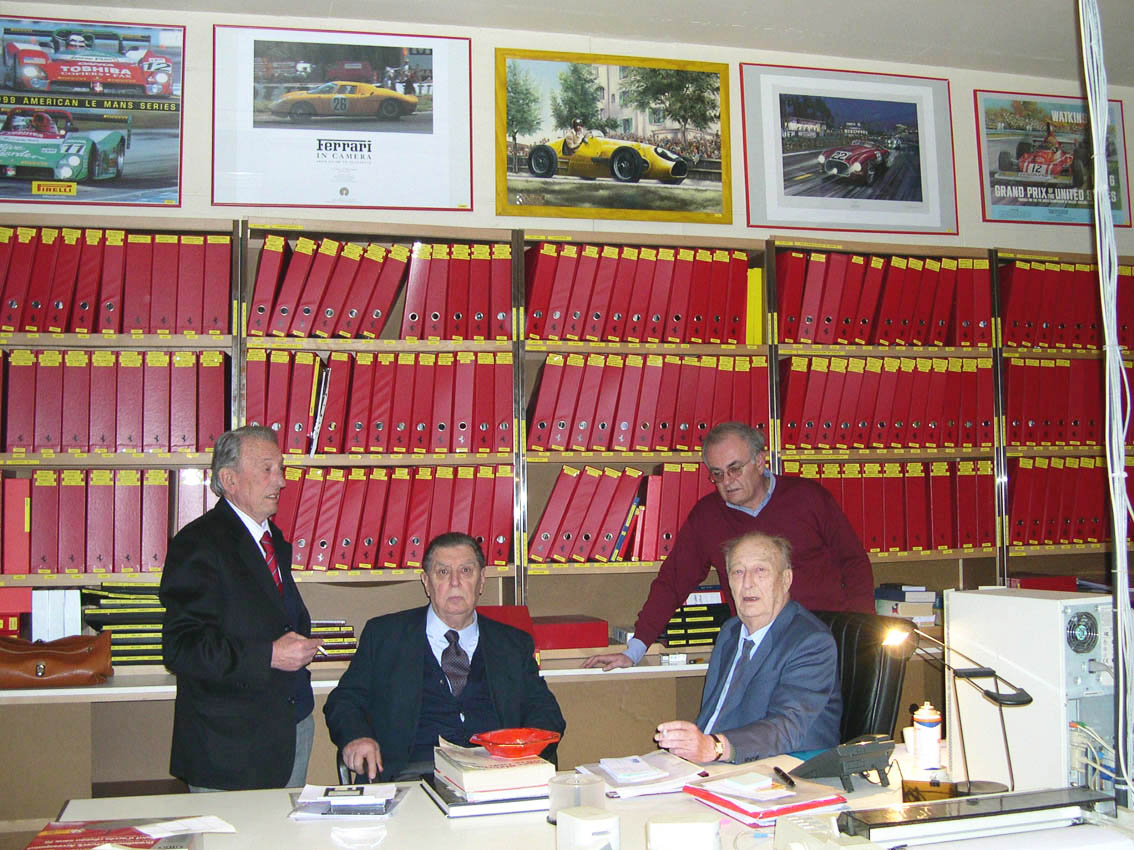
Scaglietti, Gozzi, Swaters, Amadesi

Franco Gozzi (Modena, 29 novembre 1932 – Modena, 23 aprile 2013) è stato un dirigente sportivo italiano.

## Biografia
Dal 1960 ha ricoperto in Ferrari parecchi ruoli: è stato il consulente editoriale, addetto stampa e il responsabile delle relazioni esterne prima di diventare direttore sportivo dal 1968 al 1970. 
Durante quest'ultimo periodo la casa ha aggiunto al suo palmarès alcuni titoli come quelli del Campionato Europeo della Montagna (1969); la Temporada Argentina (1969), la 12 Ore di Sebring (1970). In Formula 1 ottenne solo alcune vittorie nei singoli gran premi con Jacky Ickx e Clay Regazzoni.